# Emmanuel Bushu
Emmanuel Bushu (* 31. Juli 1944 in Ngorim) ist ein kamerunischer Geistlicher und emeritierter römisch-katholischer Bischof von Buéa.

## Leben
Emmanuel Bushu empfing am 7. Januar 1973 die Priesterweihe.
Papst Johannes Paul II. ernannte ihn am 17. Dezember 1992 zum Bischof von Yagoua. Die Bischofsweihe spendete ihm der Apostolische Pro-Nuntius in Gabun, Kamerun und Äquatorialguinea, Erzbischof Santos Abril y Castelló, am 25. März des nächsten Jahres; Mitkonsekratoren waren Antoine Ntalou, Erzbischof von Garoua, und Cornelius Fontem Esua, Bischof von Kumbo.
Am 30. November 2006 wurde er zum Bischof von Buéa ernannt und am 30. Januar des nächsten Jahres in das Amt eingeführt.
Papst Franziskus nahm am 28. Dezember 2019 seinen altersbedingten Rücktritt an.